# Castanopsis rufotomentosa
Castanopsis rufotomentosa är en bokväxtart som beskrevs av Hu Hsien-Hsu. Castanopsis rufotomentosa ingår i släktet Castanopsis och familjen bokväxter. Inga underarter finns listade.